# 威洛肖爾斯 (肯塔基州李縣)
威洛肖爾斯（英語：Willow Shoals）是位於美國肯塔基州李縣的一個非建制地區。

## 地理
威洛肖爾斯所處的海拔為高於海平面207米（即679英呎），而該地所採用的時區為UTC-5，即北美東部時區（EST）。同時該地設有夏令時間，為UTC-5調快一小時，即UTC-4（EDT）。